# Prithvirajsing Roopun
Prithvirajsing Roopun, más néven Pradeep Roopun (Quatre Bornes, 1959. május 24. –) mauritiusi államférfi, 2019. december 2. óta Mauritius elnöke.

## Élete
Pradeep Roopun 1983-tól a Harcos Szocialista Mozgalom (franciául: Mouvement Socialiste Militant, angolul: Militant Socialist Movement, rövidítve: MSM) tagja, 2010 májusától 2019 novemberéig az országgyűlés tagja volt. 2014 decemberétől 2017 januárjáig a társadalmi integrációért és gazdasági fejlesztésért felelős miniszter, 2016 decemberétől 2019 novemberéig pedig művészeti és kulturális miniszter volt.
2019. december 2-án az országgyűlés megválasztotta a köztársaság elnökévé, és még aznap letette az esküt.

## Fordítás
- Ez a szócikk részben vagy egészben  a   Prithvirajsing Roopun című francia Wikipédia-szócikk ezen változatának fordításán alapul.  Az eredeti cikk szerkesztőit annak laptörténete sorolja fel. Ez a jelzés csupán a megfogalmazás eredetét és a szerzői jogokat jelzi, nem szolgál a cikkben szereplő információk forrásmegjelöléseként.